# MLD台鋁生活商場
MLD台鋁生活商場（英語：Metropolitan Living Development，簡稱：MLD台鋁），位於高雄市前鎮區，是一間結合餐飲、影城、宴會、書屋、展演廳等生活娛樂與文創的大型商場。由臺灣鋁業公司舊廠房改造而來，並由「都會生活開發股份有限公司」以年租金新臺幣3,198萬元標下經營權，2015年7月2日開幕。

## 歷史
台鋁舊廠及日鋁、台鋁員工宿舍位於成功路，戰後國民政府來台，曾經在此興建眷村；之後因台鋁擴廠，約1970年代蓋了此廠房。
亞洲新灣區為高雄市邁向港市合一的轉型重鎮，自工商業建設陸續完工、周遭原本的工業廠房也陸續都更改建，如：統一夢時代購物中心、高雄展覽館、高雄市立圖書館總館、中鋼集團總部大樓、宜家家居、家樂福、好市多；另外高雄輕軌也已完工，未來前鎮區將會成為高雄市重要的經貿地標。而改建前的台鋁舊廠，於2013年由MLD集團標下經營權，改建為MLD台鋁生活商場。
2018年4月，聯上建築集團旗下的聯上實業和聯上開發這兩家上市櫃公司，入主都會生活開發公司，取得都會生活的經營主導權，由於都會生活在高雄擁有知名的Hotel dùa、台鋁MLD、台灣人壽圖書總館文創會館，再加上於2018年4月26日正式簽約的凹仔底停車場BOT開發案，聯上集團等於從建築產業，一次性的同步跨入飯店、餐飲和百貨領域。後來因整體經營策略的考量，已和台灣人壽協商取消文創會館的經營。
2019年4月，都會生活開發斥資8000萬，於微風南山成立悅品擺酒、悅品飲茶與etage15 ENJOY TABLE等三家餐廳，5月底因營運績效不佳結束營業，前後僅一個月。
2021年6月，台鋁影城受到疫情衝擊結束營業，改由秀泰影城接手，2021年11月3日開幕，因室內裝潢風格獨特，榮獲2022年Novum Design Award金獎肯定。
2023年8月11日，MLD台鋁生活商場於該日午夜依合約接管秀泰影城，秀泰方面亦宣布撤資。
2024年5月24日，台鋁影城重新回歸營業。
2025年5月4日，台鋁市場結束營業，原址改由全聯福利中心進駐。
2025年7月26日，賓士KTV台鋁店開幕。
2025年8月22日，全聯福利中心前鎮忠勤店開幕。

## 建築
MLD台鋁生活商場腹地面積約12,000坪，外觀以黑水泥及磚頭呈現，並保留其80年歷史的Y字型鋼型結構，象徵高雄為工業重鎮、以及過去勞工們辛勤的撐起高雄城市建築時歷史性的一刻。

## 店面簡介
| 區域 | 店面                                                     |
| ---- | -------------------------------------------------------- |
| A    | 晶綺盛宴會館、主題餐廳                                   |
| B    | 台鋁書店、賓士KTV、全聯福利中心（將於2025年8月22日開幕） |
| C    | 台鋁影城、美食街                                         |

## 未來計畫

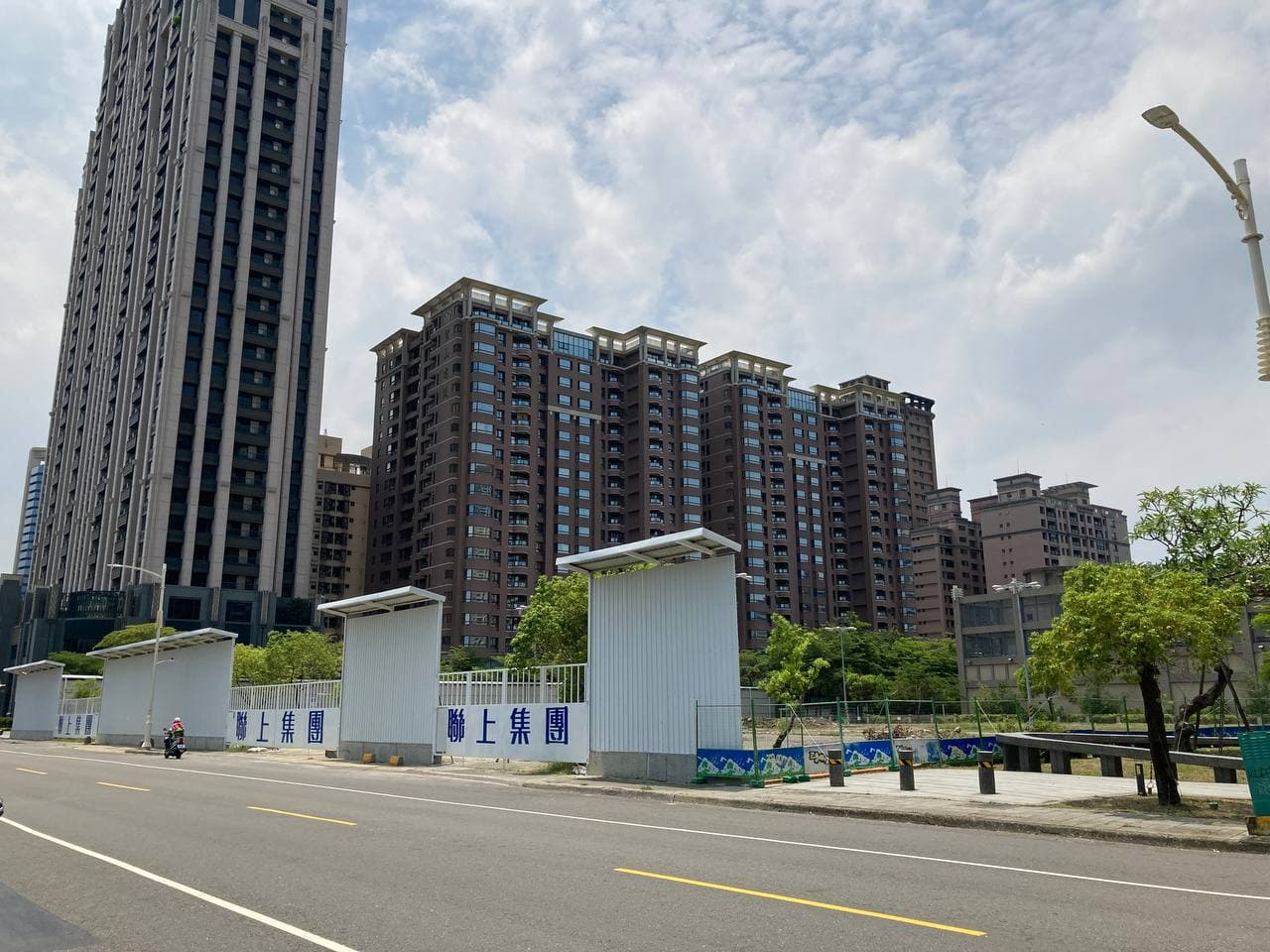
凹子底停35停車場BOT案基地

2017年底，都會生活開發公司以大好生活標得凹仔底「停35」停車場用地BOT開發案，基地面積約2533坪（8,375.82平方公尺），特許期限為50年(4年興建期及46年營運期)，權利金約4.7億，2018年4月26日完成簽約。預計興建一座地下4層、地上7層之建築物，除了提供小型車600格、機車1100格、自行車40格之停車空間，還規劃進駐戶政事務所、交通警察大隊、面積約3,000坪的小型商場與餐廳、3、4千坪的辦公空間，2021年3月16日舉行動土典禮。

## 交通資訊

### 捷運
- 紅線獅甲站4號出口，出站後左轉復興三路，至中華五路左轉直行約200公尺至忠勤路口，即可抵達MLD台鋁。

### 輕軌
- 環狀輕軌軟體園區站C7，步行約250公尺即可到達。
- 環狀輕軌經貿園區站C6，步行約250公尺即可到達。

### 高雄市公車
- 撘168至公車軟體園區站下車，步行約250公尺即可到達。
- 撘70A/B/D、214A、168、36至公車經貿園區站下車，步行約250公尺即可到達。

### 接駁車
- MLD Cinema提供接駁車服務，約每30分鐘一班次。於捷運三多商圈站2號出口公車站牌、捷運獅甲站1號出口公車站牌、捷運美麗島站6號出口的Hotel dua搭乘。

平日發車時刻為10:30－23:00，假日發車時刻為10:00－23:00。

### 公共自行車
- YouBike微笑腳踏車：
  - 台鋁廣場(成功二路)：成功二路/忠勤路(東南角)
  - 輕軌軟體園區站：復興四路21號(旁)
  - 中鋼會館：忠勤路23號(前)
  - 台鋁廣場：忠勤路8號(前人行道)

## 爭議
雖與鄰近獅甲社區間有8米公有綠帶做緩衝，但施工期間噪音導致周遭居民不滿，也擔心未來冷卻水塔會帶來汙染、人潮會跨越商場綠籬與公有綠帶闖入社區。
2023年8月11日午夜，MLD台鋁依合約宣布與秀泰集團經營之「台鋁秀泰影城」解約，並接管影城。

## 外部連結
- MLD台鋁官網 （页面存档备份，存于）
- MLD台鋁的Facebook專頁
- MLD Cinema的Facebook專頁
- 晶綺盛宴的Facebook專頁